# Ptilimnium
Ptilimnium es un género de plantas de la familia de las apiáceas. Comprende 14 especies descritas y de estas, solo 5 aceptadas.

## Taxonomía
El género fue descrito por Constantine Samuel Rafinesque y publicado en Neogenyton 2. 1825. La especie tipo es: Ptilimnium capillaceum (Michx.) Raf. ex Ser.

## Especies
A continuación se brinda un listado de las especies del género Ptilimnium aceptadas hasta septiembre de 2012, ordenadas alfabéticamente. Para cada una se indica el nombre binomial seguido del autor, abreviado según las convenciones y usos.
- Ptilimnium capillaceum (Michx.) Raf. ex Ser.
- Ptilimnium fluviatile (Rose) Mathias
- Ptilimnium nodosum (Rose) Mathias
- Ptilimnium nuttallii (DC.) Britton
- Ptilimnium viviparum (Rose) Mathias